# Albești (Vaslui)
Albeşti é uma comuna romena localizada no distrito de Vaslui, na região de Moldávia. A comuna possui uma área de 59.10 km² e sua população era de 3303 habitantes segundo o censo de 2007.